# إدوارد تيموثي بالمر
إدوارد تيموثي بالمر (بالإنجليزية: Edward Timothy Palmer)‏ هو سياسي بريطاني (وحمل سابقاً جنسية المملكة المتحدة لبريطانيا العظمى وأيرلندا)، ولد في 1878 في المملكة المتحدة، وتوفي في 22 أبريل 1947. حزبياً، نشط في حزب العمال. في الانتخابات العامة في المملكة المتحدة 1923 ‏، انتخب عضو برلمان المملكة المتحدة الـ33 عن دائرة Greenwich (UK Parliament constituency) ‏ (6 ديسمبر 1923 – 9 أكتوبر 1924) وفي الانتخابات العامة في المملكة المتحدة 1929 ‏، انتخب عضو برلمان المملكة المتحدة الـ35 عن دائرة Greenwich (UK Parliament constituency) ‏ (30 مايو 1929 – 7 أكتوبر 1931).